# Saint-Avit-de-Vialard
Saint-Avit-de-Vialard là một xã, nằm ở tỉnh Dordogne vùng Aquitaine của Pháp. Xã này có diện tích 8,45 km², dân số năm 2006 là 132 người. Xã nằm ở khu vực có độ cao trung bình 215 m trên mực nước biển.

## Thông tin nhân khẩu
| Năm    | 1962 | 1968 | 1975 | 1982 | 1990 | 1999 | 2006 |
| ------ | ---- | ---- | ---- | ---- | ---- | ---- | ---- |
| Dân số | 123  | 107  | 90   | 100  | 113  | 118  | 132  |